# Abades
Abades er en by og kommune i det centrale Spanien i provinsen Segovia. Den har et indbyggertal på 859 (2024) indbyggere.